# Maredret

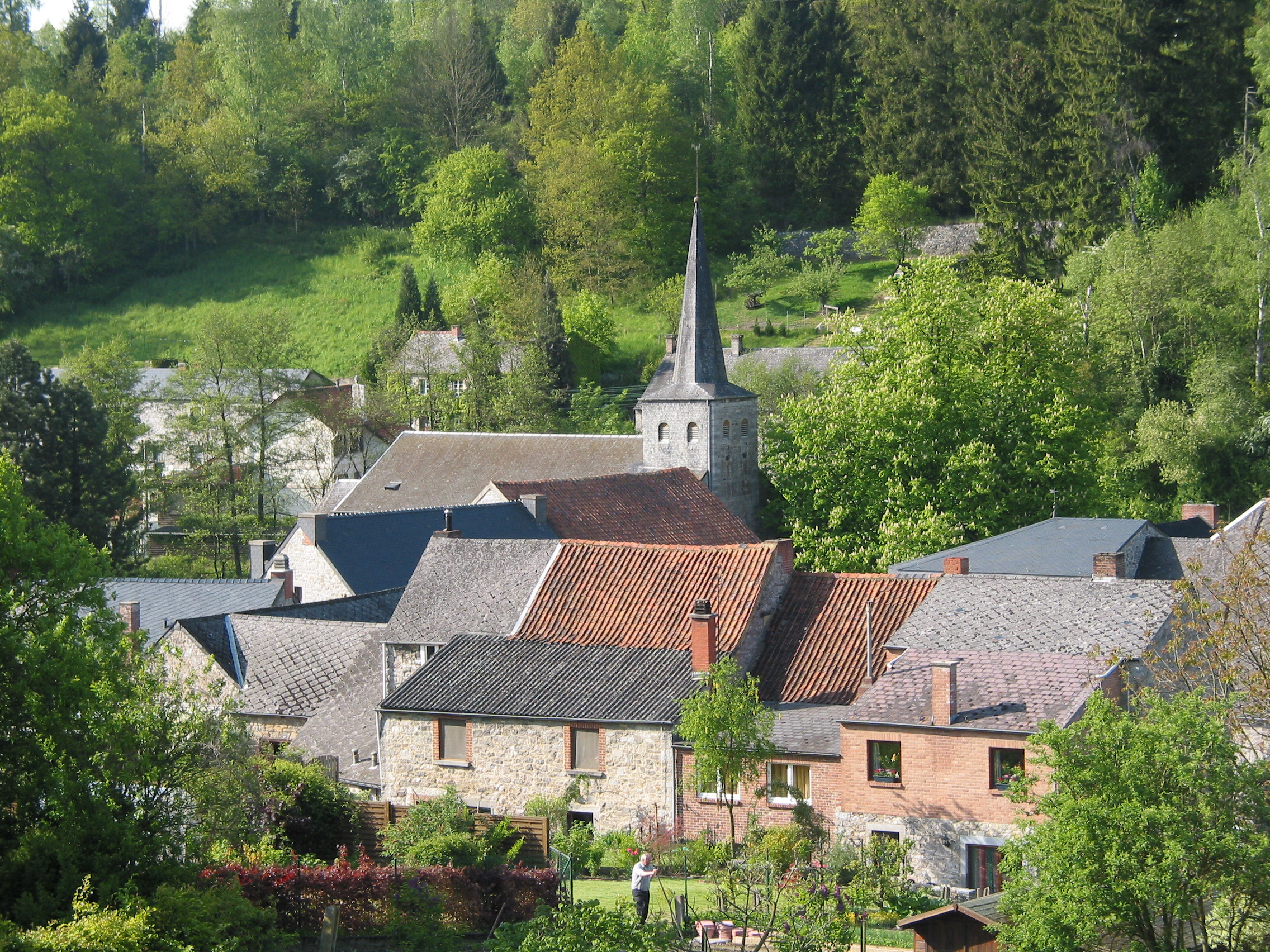
Maredret

Maredret is een dorp in de provincie Namen dat deel was van de zelfstandige gemeente Sosoye die op 1 januari 1977 een deelgemeente werd van Anhée. In 2013 telde het dorp 348 inwoners.
De naam van het dorp is afgeleid van het Latijnse woord Marendricia, in het Nederlands: moeras.

## Bezienswaardigheden
- abdij van Maredret